# A Very Poppy Christmas
A Very Poppy Christmas è il terzo EP della cantante statunitense Poppy. Fu pubblicato il 1º dicembre 2020 dalla Sumerian Records come album a tema natalizio.

## Descrizione
Il 1° ottobre 2020, un fan chiese a Poppy su Twitter di rilasciare un album che riguardasse il Natale. Il giorno seguente, Poppy rispose annunciando che avrebbe pubblicato un EP. La cantante annunciò ufficialmente l'EP il 17 novembre, rivelando anche il singolo I Won't Be Home for Christmas.
In un'intervista con Kerrang!, Poppy ha rivelato che ha registrato l'intero EP in un solo giorno a luglio 2020.
L'ordine delle tracce sui vinili è errato, le posizioni di Kiss in the Snow e I Won't Be Home for Christmas sono invertite, inoltre è l'EP più corto nella discografia di Poppy.

## Tema
A Very Poppy Christmas ruota attorno al Natale, sia come festività religiosa, che come fenomeno commerciale mondiale.

## Singoli
I Won't Be Home for Christmas, unico singolo dell'EP, fu pubblicato il 17 novembre 2020 digitalmente tramite Sumerian Records. Co-scritto con Simon Wilcox e co-prodotto con Ghostemane, si rifà alle canzoni natalizie tradizionali, come Silent Night.

## Tracce
1. I Like Presents – 3:09 (Poppy, Simon Wilcox)
2. I Won't Be Home for Christmas – 2:30 (Poppy, Simon Wilcox)
3. Kiss in the Snow – 2:25 (Poppy, Simon Wilcox)
4. Silver Bells – 2:18 (Jay Livingston, Ray Evans)

Durata totale: 10:22 minuti.